# Secteurs de Bucarest

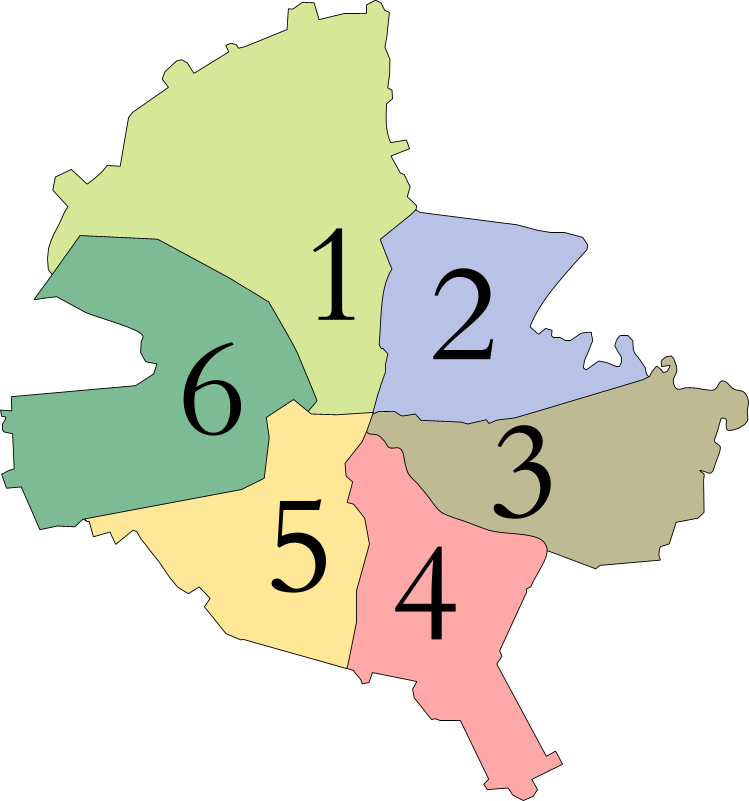
Secteur de Bucarest.

La municipalité de Bucarest est divisée en 6 secteurs (en roumain : Sectoarele Bucureștiului). Chaque secteur est administré par un maire et un conseil local, dont les responsabilités sont notamment liées aux affaires locales, aux parcs, aux routes secondaires, aux écoles ou à la propreté.

## Découpage
Chacun des six secteurs comporte un certain nombre de quartier, qui n'ont pas de fonction administrative en tant que telle :
- Secteur 1 : Dorobanți, Băneasa, Pipera, Floreasca
- Secteur 2 : Pantelimon, Colentina, Iancului, Tei
- Secteur 3 : Vitan, Dudești (en), Titan, Balta Albă, Centrul Civic
- Secteur 4 : Berceni, Giurgiului, Olteniței, Tineretului (en), Văcărești
- Secteur 5 : Giurgiului, Ferentari, Rahova, Ghencea, Cotroceni
- Secteur 6 : Giulești, Drumul Taberei, Militari, Crângași

## Démographie
| Secteur   | Population | Population | Superficie | Densité         |
| Secteur   | 2002       | 2011       | Superficie | Densité         |
| --------- | ---------- | ---------- | ---------- | --------------- |
| Secteur 1 | 238 217    | 225 453    | 68 km2     | 3 339 hab./km²  |
| Secteur 2 | 362 609    | 345 370    | 32 km2     | 10 793 hab./km² |
| Secteur 3 | 395 565    | 385 439    | 32 km2     | 11 336 hab./km² |
| Secteur 4 | 170 946    | 287 828    | 34 km2     | 8 466 hab./km²  |
| Secteur 5 | 382 183    | 271 575    | 29 km2     | 9 365 hab./km²  |
| Secteur 6 | 376 480    | 367 760    | 38 km2     | 9 678 hab./km²  |
| Total     | 1 926 000  | 1 883 425  | 228 km2    | 8 261 hab./km²  |

## Administration

### Maires et conseils locaux
| Secteur   | Maire                    | Maire | Maire    | Maire    |
| Secteur   | Nom                      | Parti | Parti    | Élection |
| --------- | ------------------------ | ----- | -------- | -------- |
| Secteur 1 | George-Cristian Tuță     |       | PNL      | 2024     |
| Secteur 2 | Radu Mihaiu              |       | USR-PLUS | 2020     |
| Secteur 3 | Robert Negoiță           |       | PSD      | 2012     |
| Secteur 4 | Daniel Băluță            |       | PSD      | 2016     |
| Secteur 5 | Cristian Popescu Piedone |       | PPUSL    | 2020     |
| Secteur 6 | Ciprian Ciucu            |       | PNL      | 2020     |